# Dichocarpum fargesii
Dichocarpum fargesii är en ranunkelväxtart som först beskrevs av Adrien René Franchet, och fick sitt nu gällande namn av Wen Tsai Wang och P.K. Hsiao. Dichocarpum fargesii ingår i släktet Dichocarpum och familjen ranunkelväxter. Inga underarter finns listade i Catalogue of Life.